# Pomona
För andra betydelser, se Pomona (olika betydelser).
Pomona var fruktens, fruktträdens och trädgårdarnas gudinna i romersk mytologi. 
Namnet härleds från pomum, ”äpple”. Hon gällde som maka till Vortumnus som även hade med frukter att göra. Hon troddes vaka över fruktträden och deras omskötsel. Hon associerades egentligen inte med frukten som sådan utan med fruktträdens blomning. 
Enligt den myt som återberättades av Ovidius, var Pomona ursprungligen en skogsnymf som avböjde Silvanus och Picus, men gifte sig med Vertumnus sedan han hade lurat henne utklädd till en gumma.  
Pomona och Vortumnus delade på en festival som hölls till deras ära i Rom 13 augusti varje år. Pomona hade sin egen präst i Rom, kallad flamen Pomonalis. Förnämligast dyrkades hon dock på landsbygden. En helig lund kallad Pomonal, som låg utanför Ostia, var helgad till henne. Hennes attribut var beskärningskniven. 
Liksom Vertumnus avbildas Pomona ofta med trädgårdskniven och skötet fullt av frukter, och ibland med ett överflödshorn. Till skillnad från de flesta andra romerska gudar hade hon ingen direkt grekisk motsvarighet, men hon associeras ibland med Demeter. 

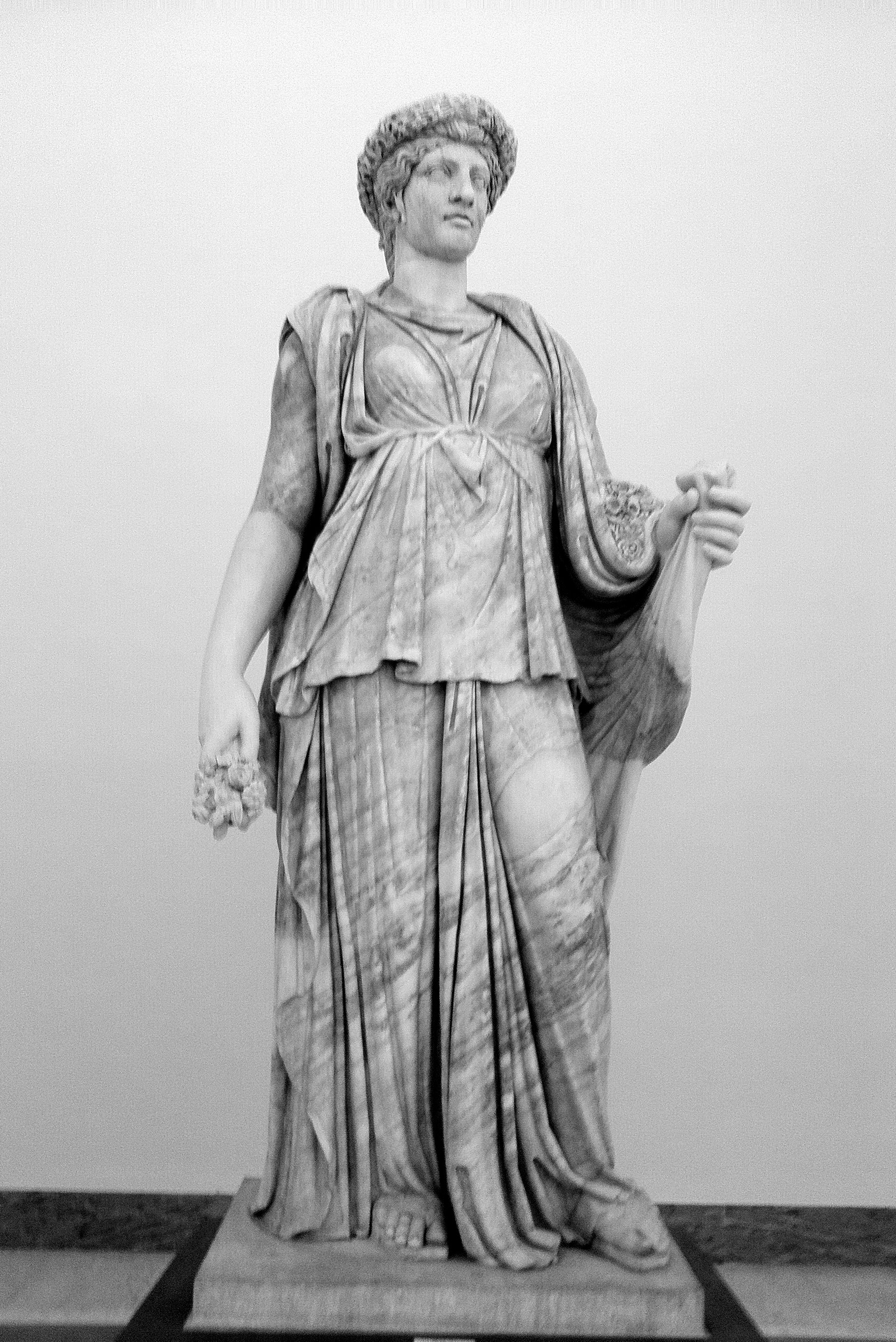
Naples Archaeology Museum.
Pomona av Frans Floris. Olja på duk, 1564–1565. Hallwylska museet.
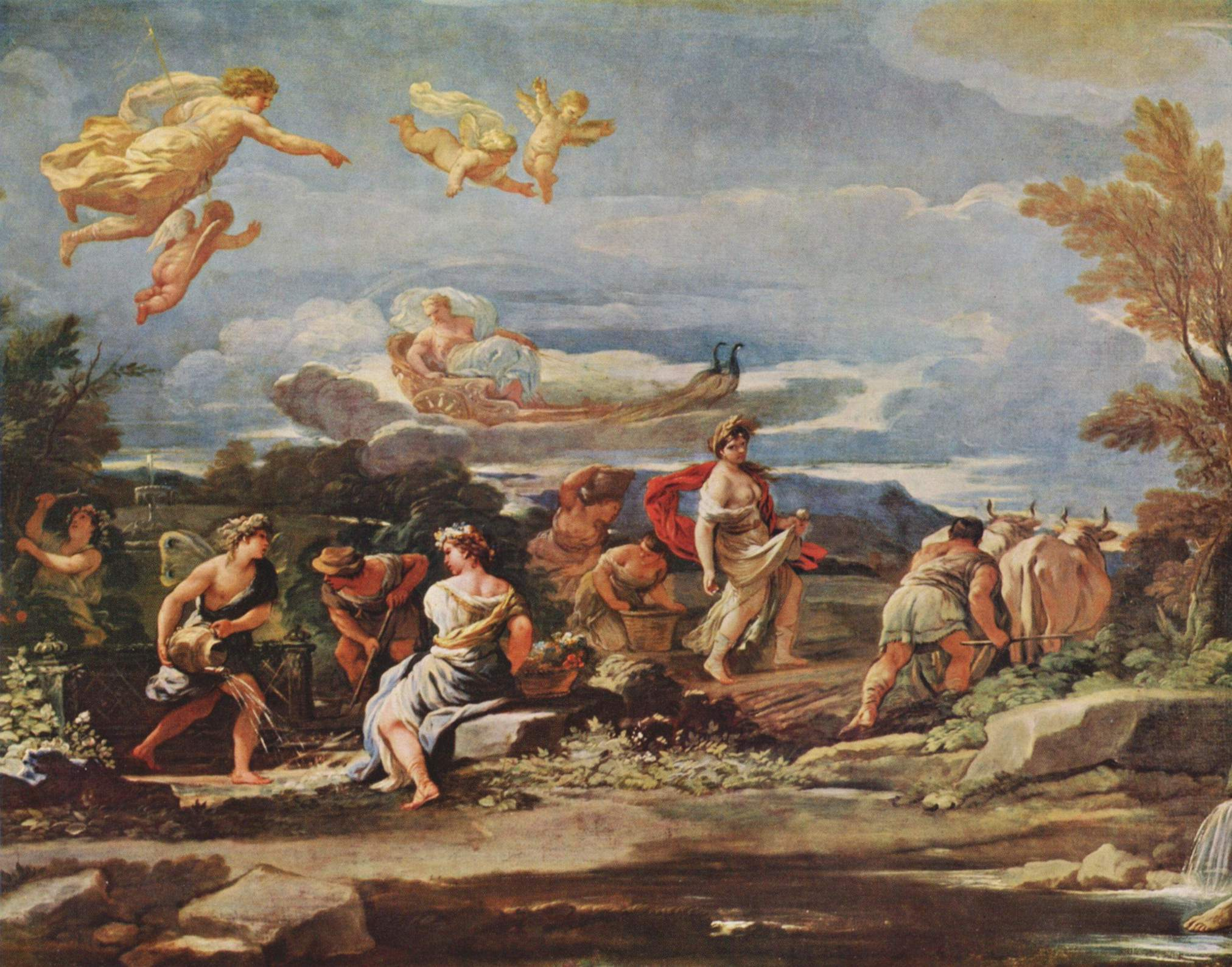
Vertumnus and Pomona av Luca Giordano (1682–1683), i privat ägo.